# Sigou (köpinghuvudort i Kina, Shaanxi, lat 34,94, long 108,93)
Sigou (kinesiska: 寺沟, 寺沟镇) är en köpinghuvudort i Kina. Den ligger i provinsen Shaanxi, i den nordvästra delen av landet, omkring 75 kilometer norr om provinshuvudstaden Xi'an. Antalet invånare är 17 558. Befolkningen består av 8 517 kvinnor och 9 041 män. Barn under 15 år utgör 13,0 %, vuxna 15-64 år 77 %, och äldre över 65 år 8,0 %.
Runt Sigou är det tätbefolkat, med 659 invånare per kvadratkilometer. Närmaste större samhälle är Tongchuan, 4,7 km söder om Sigou. Trakten runt Sigou består till största delen av jordbruksmark.
Genomsnittlig årsnederbörd är 619 millimeter. Den regnigaste månaden är september, med i genomsnitt 142 mm nederbörd, och den torraste är december, med 1 mm nederbörd.